# Parque Real de Studley
O Parque Real de Studley (Studley Royal Park) é um parque que contem e rodeia as ruínas da abadia cisterciense de Fountains, no North Yorkshire, em Inglaterra. O conjunto está classificado como Património Mundial pela UNESCO. Os famosos Jardins Aquáticos de Studley, datados do século XVIII, fazem parte integrante do Parque Real.

## Galeria de fotos

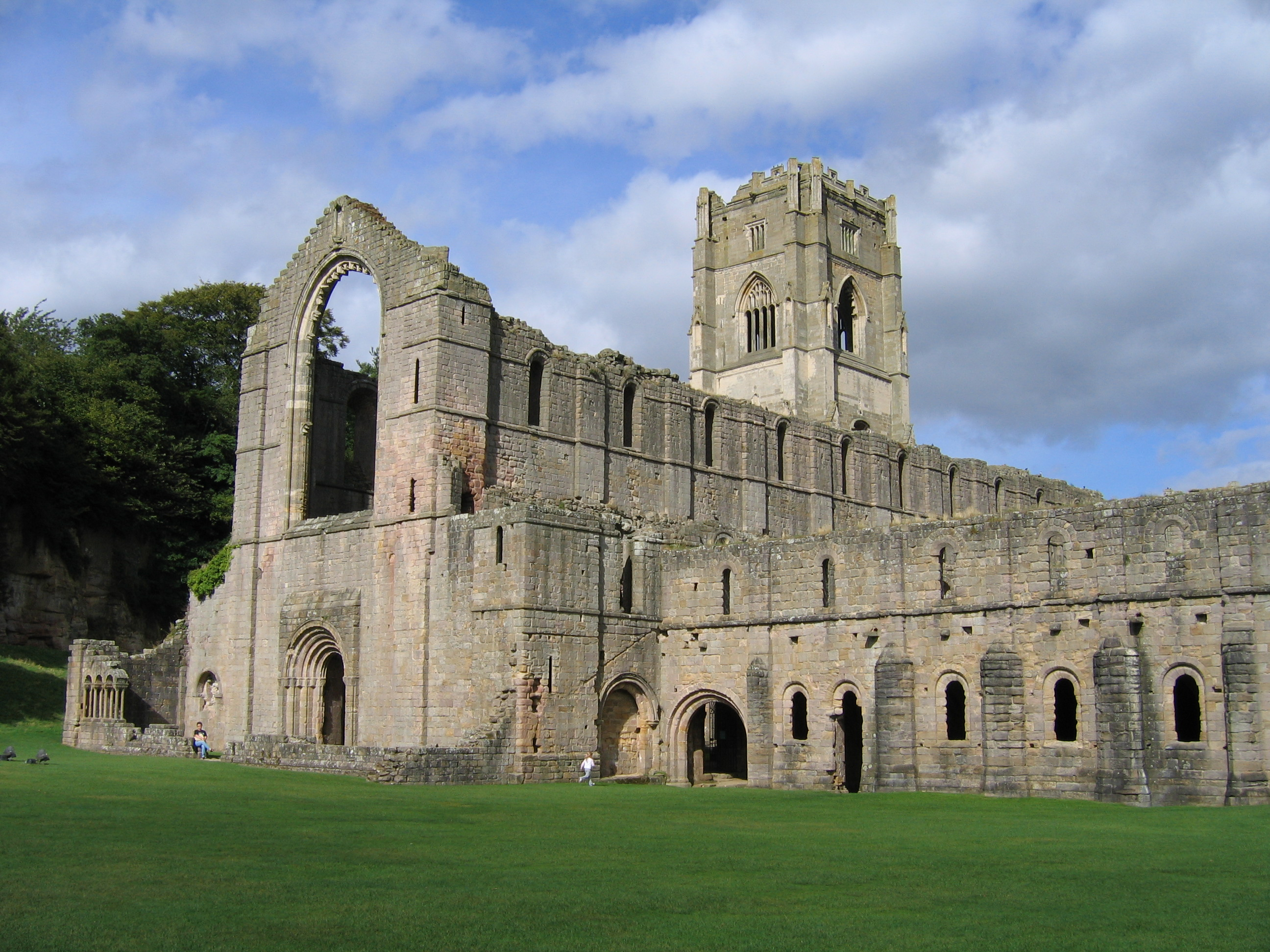
Abadia de Fountains, no Parque Real de Studley
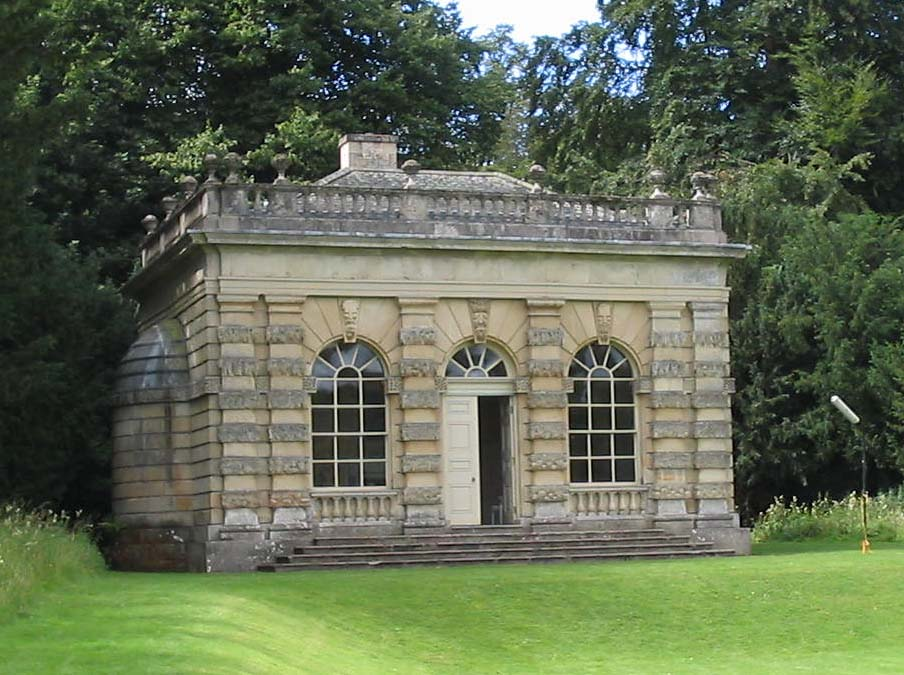
Pequena casa de banquetes
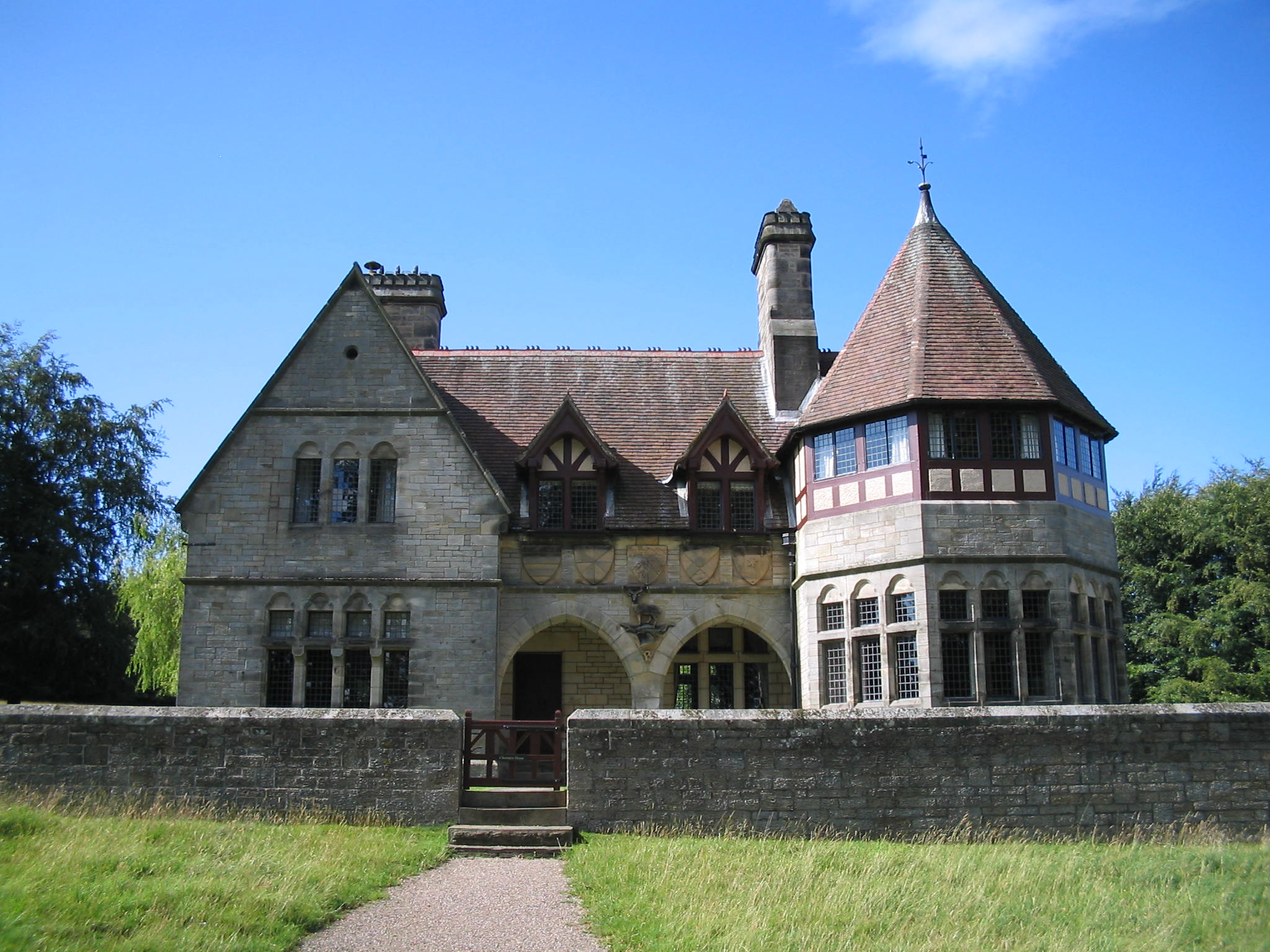
Choirster's House (adjacente à Igreja de Sta. Maria)
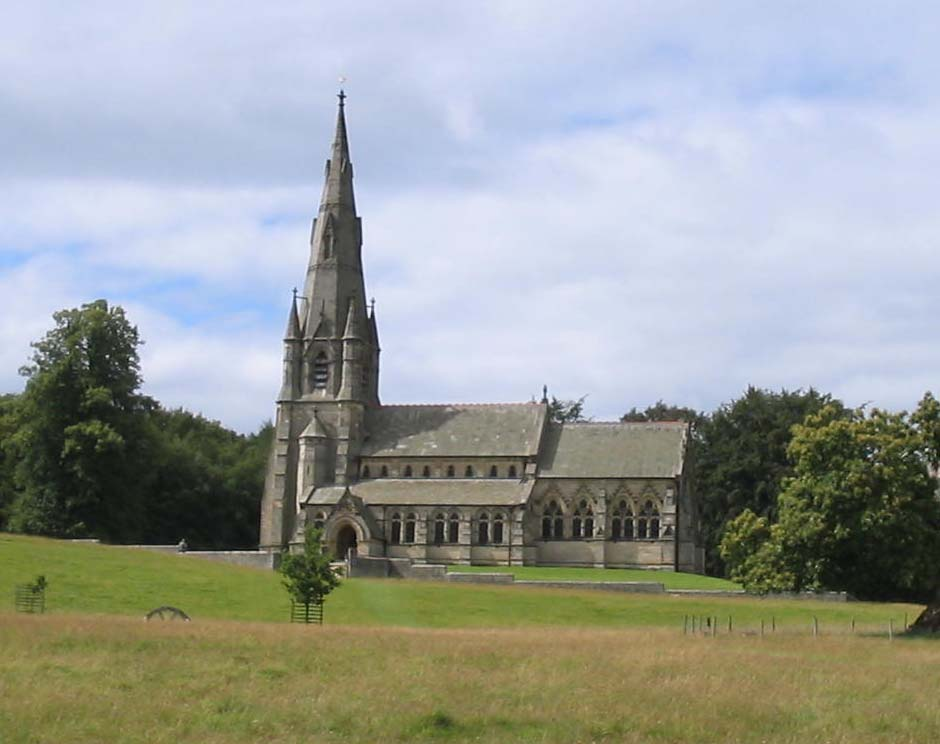
Igreja de Sta. Maria